# Bana Abu Sir
Bana Abu Sir (arabisch Abu Sir; griechisch Busiris) ist heute der Name einer modernen Ortschaft in Unterägypten, die etwa 5 Kilometer südlich von Abu Sir Bana liegt. Bana Abu Sir gehört zu den sechs Orten, die bislang unter dem griechischen Namen Busiris lokalisiert werden konnten.
Im Alten Ägypten lag Bana Abu Sir im neunten unterägyptischen Gau. Obwohl der Ort mehrmals erwähnt wurde, ist über die altägyptische Geschichte von Bana Abu Sir nichts weiter bekannt.